# Hellboy

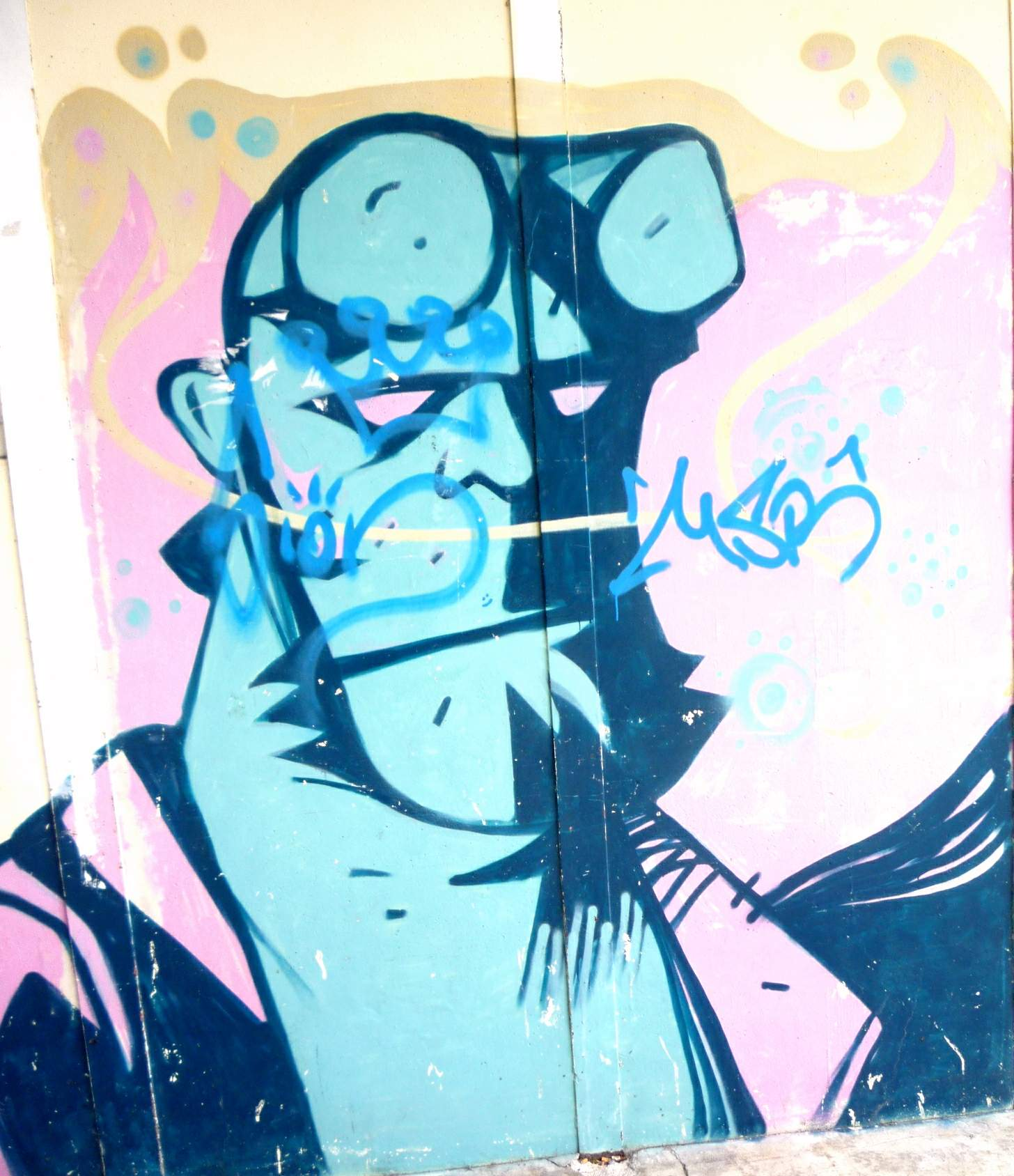
Graffiti Hellboy'a w Espejo autorstwa Zarateman'a.

Hellboy – amerykańska seria komiksowa z pogranicza horroru, science-fiction i fantasy, stworzona przez Mike’a Mignola i wydawana od 1993 do 2016 roku. W latach 2014–2016 ukazywała się pt. Hellboy w piekle (ang. Hellboy in Hell). Oryginał amerykański ukazywał się nakładem Dark Horse Comics, najpierw w formie krótkich zeszytów, a potem w książkowych tomach zbiorczych. Łącznie ukazało się 67 zeszytów regularnej serii i 6 numerów specjalnych. Od 2007 roku na stanowisku rysownika serii Mignolę zastąpili m.in. Duncan Fegredo i Richard Corben, przy czym Mignola pozostał jej scenarzystą.
Polskim wydawcą serii jest Egmont Polska.

## Historia
Hellboy jest pół demonem, pół człowiekiem, przywołanym na ziemię przez Grigorija Rasputina w 1944. Pomogli mu w tym naziści, którzy chcieli by Hellboy był bronią masowej zagłady, która uratowałaby Hitlera. Jednakże Hellboy zostaje przejęty przez Amerykanów i wychowuje się w USA, pod opieką prof. Bruttenholma. Po kilku latach otrzymuje Honorowy Status Człowieka i wstępuje do B.B.P.O. (Biura Badań Paranormalnych i Obrony). Biuro zajmuje się rozwiązywaniem zagadek i spraw paranormalnych. Z Hellboyem współpracują takie postaci jak: Abe Sapien (pół człowiek, pół ryba), Liz Sherman (kobieta o zdolnościach pirokinetycznych), Roger (homunculus, odnaleziony w krypcie XVI-wiecznego alchemika), oraz, w historii Zdobywca czerw, Homar Johnson.
Hellboy wiedzie życie walcząc z potworami, aż do pewnego dnia, podczas z pozoru normalnej akcji w domu państwa Cavendishów spotyka po raz pierwszy Rasputina, który wyjawia mu jego sekret: nasz bohater jest demonem apokalipsy sprowadzonym na ziemię by zerwać okowy siedmiogłowego smoka Ogdru-Jahada (wzorowanego na Smoku z Apokalipsy św. Jana) i sprowadzić go na ziemię. Hellboy nie ma zamiaru przyczynić się do zniszczenia świata i z pomocą przyjaciół zabija Rasputina. W dalszych częściach dowiadujemy się więcej o przepowiedni związanej z „chłopcem z piekieł”, o tym, że jego prawa, kamienna ręka jest kluczem do uwolnienia Ogdru-Jahada, i że Hellboy nosi na głowie koronę apokalipsy.

## Wrogowie
Hellboy podczas swojego życia musiał walczyć z różnymi mitycznymi istotami, jak i nazistowskimi naukowcami, najważniejszymi z nich byli:
- Grigorij Rasputin – rosyjski mnich, opętany pragnieniem uwolnienia z kosmicznego więzienia potężnego Ogdru-Jahada, zwanego też „Smokiem”; to on na polecenie nazistów sprowadził 23 grudnia 1944 na Ziemię Hellboya, który jest kluczem do okowów Smoka.
- Herman von Klempt – nazistowski naukowiec, a raczej jego głowa zamknięta w słoiku; po wojnie ukrywał się w Brazylii, gdzie również dopadł go Hellboy; odnaleziony lata później i przywrócony do życia przez prof. Kroenena; nie został włączony do projektu Ragnarok, gdyż odnosi się sceptycznie do wszystkiego, czego nie można wytłumaczyć w sposób naukowy.
- Ilsa Haupstein – uczestniczka wydarzeń na wyspie Tarmagant u wybrzeży Szkocji, gdzie Rasputin sprowadził na Ziemię Hellboya; wcześniej głównodowodząca delegacją nazistów, która miała przekonać do udziału w wojnie rumuńskiego wampira Giurescu; pragnąc otrzymać życie wieczne, przyzwoliła na własną śmierć w żelaznej dziewicy.
- Karl Ruprecht Kroenen – kolejny nazistowski naukowiec, którego twarz ukryta jest za maską przeciwgazową; jeden z głównych uczestników Projektu Ragnarok, po wojnie ukrywał się wraz z Ilsą Haupstein i Leopoldem Kurtzem w Norwegii; bliski przyjaciel profesora Hermana von Klempta.
- Leopold Kurtz – techniczna strona operacji Ragnarok; fanatycznie zapatrzony w Rasputina i wszelkie jego rozkazy.
- Hekate, bogini psów i rozstajów – nieśmiertelna królowa wiedźm, matka Giurescu, któremu przywróciła życie; pragnie wraz z Hellboyem rządzić światem, który nastanie po uwolnieniu Ogdru-Jahada.
- Wampir Vladimir Giurescu – oficer pruski z okresu wojen napoleońskich; oddał się w pełni Hekate, której zawdzięcza nieśmiertelność i wielokrotne wskrzeszenia. Zabity przez nazistów, gdy nie zgodził się na udział w wojnie po ich stronie, wskrzeszony ponownie w Rumunii; pokonany przez Hellboya.
- Kriegaffe 1-10 – „skrzyżowanie małpy z nazistowskim Frankensteinem”; stworzone przez von Klepta.
- Zdobywca Czerw – obca forma życia, ściągnięta z kosmosu dzięki nazistowskiemu eksperymentowi;
- Bog Roosha – afrykańska bogini, mieszkająca na dnie oceanu; uwięziła w nim Hellboya na blisko dwa lata.
- Baba Jaga – wiedźma, odzwierciedlenie ducha Rosji; okaleczona przez Hellboya, pojawia się później już bez oka, które jej przestrzelił. Rasputin powierzył część swojej duszy, którą teraz przechowywała w Drzewie Życia; ma drewniane nogi i metalowe zęby, porusza się za pomocą latającego drewnianego stępu, trzymając w ręku ubijak. Nie rozstaje się ze swoim domkiem na kurzej stopie.
- Członkowie rodziny Cavendishów – ród poszukiwaczy i odkrywców, wykorzystani przez Rasputina i zmienieni w ogromnych żaboludzi.
- Smok św. Leonarda – swojego czasu pokonany przez pewnego mnicha, później przez Hellboya; epizod, w którym występuje, ukazuje faktyczne człowieczeństwo Hellboya.
- Ualak – pomniejszy demon, niewolnik jednego z wrogów Hellboya – Igora Bromheada, wraz z którym próbował zawładnąć kluczem do więzień Ogdru-Jahada.
- Harpie Hekate – „kobiety obdarzone mocą odzwierciedlenia księżyca”, czyli zmiany swoich kształtów; wywodzą się z greckiej mitologii.
- Igor Bromhead – człowiek opętany pragnieniem mocy i bogactwa. Wybitny znawca okultyzmu i sztuk magicznych, próbował przechytrzyć samego Astarotha, wielkiego księcia piekieł.

## Przyjaciele
- Abraham „Abe” Sapien – znaleziony w podziemiach szpitala w Waszyngtonie. Tablica na jego pojemniku opisywała go jako Ichtio Sapien, wraz z datą 14 kwietnia 1865 – datą śmierci Abrahama Lincolna, od którego to nadano mu imię.
- Liz (Elizabeth Sherman) – potężna pirokinetyczka. W dzieciństwie wywołała pożar w którym zginęli m.in. jej rodzice. Będąc pod opieką BBPO została ich agentką. W komiksie Nasienie zniszczenia miała posłużyć Rasputinowi jako nieograniczone źródło mocy, w celu uwolnienia Ogdru-Jahada.
- Roger – homunkulus ludzkich rozmiarów, odnaleziony w krypcie XVI-wiecznego alchemika.

## Tomy zbiorcze wydane po polsku

### Wydania w miękkiej oprawie

#### seriaHellboy
Polskie wydanie tomów zbiorczych ukazało się częściowo w innej kolejności i z inną zawartością niż wersja oryginalna.
| Tytuł i rok I wydania polskiego                  | Tytuł i rok I wydania oryginalnego      | Uwagi |
| ------------------------------------------------ | --------------------------------------- | --- |
| 1. Nasienie zniszczenia (2001)                   | 1. Seed of Destruction (1994)           | |
| 2. Spętana trumna i inne opowieści tom 1 (2002)  | 3. Chained Coffin and Others (1998)     | W polskim wydaniu oryginalna zawartość została podzielona na dwa tomy.                                                                  |
| 3. Spętana trumna i inne opowieści tom 2 (2002)  | 3. Chained Coffin and Others (1998)     | W polskim wydaniu oryginalna zawartość została podzielona na dwa tomy.                                                                  |
| 4. Obudzić diabła (2002)                         | 2. Wake the Devil (1997)                | |
| 5. Prawie kolos (2003)                           | –                                       | Krótka opowieść Almost Colossus, opublikowana oryginalnie w tomie Chained Coffin and Others (1998), wydana po polsku jako osobny album. |
| 6. Prawa ręka zniszczenia (2003)                 | 4. The Right Hand of Doom (2000)        | |
| 7. Zdobywca czerw (2003)                         | 5. Conqueror Worm (2002)                | |
| 8. Trzecie życzenie i inne opowieści (2005)      | –                                       | Zbiór krótkich opowieści opublikowanych oryginalnie w innych tomach, wydany po polsku jako osobny album.                                |
| 9. Wyspa i inne opowieści (2007)                 | 6. Strange Places (2006)                | |
| 10. Zew ciemności (2008)                         | 8. Darkness Call (2007)                 | Rysunki: Duncan Fegredo |
| 11. Dziki gon (2012)                             | 9. The Wild Hunt (2009)                 | Rysunki: Duncan Fegredo |
| 12. Lichwiarz i inne opowieści (2013)            | 10. The Crooked Man and Others (2010)   | Rysunki: Richard Corben, Jason Shawn Alexander, Duncan Fegredo                                                                          |
| 13. Piekielna narzeczona i inne opowieści (2013) | 11. The Bride of Hell and Others (2011) | Rysunki: Mike Mignola, Richard Corben, Kevin Nowlan, Scott Hampton                                                                      |
| 14. Burza i pasja (2014)                         | 12. The Storm and the Fury (2012)       | Rysunki: Duncan Fegredo, |

#### seriaHellboy w piekle
| Tytuł i rok I wydania polskiego | Tytuł i rok I wydania oryginalnego | Uwagi                               |
| ------------------------------- | ---------------------------------- | ----------------------------------- |
| 1. Zstąpienie (2015)            | 1. The Descent (2014)              | Rysunki: Mike Mignola, Dave Stewart |
| 2. Karta śmierci (2017)         | 2. The Death Card (2016)           | Rysunki: Mike Mignola, Dave Stewart |

### Wydania w twardej oprawie
Poza wydaniem w miękkiej oprawie przygody Hellboya zostały też zebrane w zbiorczych wydaniach w twardej oprawie i powiększonym formacie. Każdy z albumów zawiera po dwa standardowe tomy oraz dodatki w postaci m.in. szkicowników. W polskim wydaniu tomy ukazały się w oryginalnej kolejności i z oryginalną zawartością.
| Tom | Tytuł polski i rok wydania polskiego | Tytuł oryginalny i rok wydania oryginalnego | Zawartość (pierwotne tomy zbiorcze)                     |
| --- | ------------------------------------ | ------------------------------------------- | ------------------------------------------------------- |
| 1   | Hellboy tom 1 (2017)                 | Hellboy Volume 1 (2008)                     | - Nasienie zniszczenia - Obudzić diabła                 |
| 2   | Hellboy tom 2 (2018)                 | Hellboy Volume 2 (2008)                     | - Spętana trumna - Prawa ręka zniszczenia               |
| 3   | Hellboy tom 3 (2018)                 | Hellboy Volume 3 (2009)                     | - Zdobywca Czerw - Dziwne miejsca                       |
| 4   | Hellboy tom 4 (2018)                 | Hellboy Volume 4 (2011)                     | - Lichwiarz - Trollowa wiedźma                          |
| 5   | Hellboy tom 5 (2018)                 | Hellboy Volume 5 (2012)                     | - Zew ciemności - Dziki Gon                             |
| 6   | Hellboy tom 6 (2019)                 | Hellboy Volume 6 (2013)                     | - Piekielna narzeczona i inne opowieści - Burza i pasja |
| 7   | Hellboy w piekle (2019)              | Hellboy in Hell (2017)                      | - Zstąpienie - Karta śmierci                            |
| 8   | Opowieści (2020)                     | Complete Short Stories (2018)               |                                                         |
| 9   | Hellboy i B.B.P.O.: 1952–1953 (2021) | Hellboy and the B.P.R.D.: 1952 (2015)       |                                                         |
| 9   | Hellboy i B.B.P.O.: 1952–1953 (2021) | Hellboy and the B.P.R.D.: 1953 (2016)       |                                                         |

## Serie poboczne
Wydawnictwo Dark Horse Comics wydało serię będącą hołdem różnych twórców dla postaci Hellboya, zatytułowaną Opowieści niesamowite (Weird Tales). Ukazała się ona w standardowych amerykańskich zeszytach, z których każdy zawierał kilka projektów różnych autorów dotyczących postaci z otoczenia Hellboya, jak również samego głównego bohatera. W Polsce ukazała się w formie zbiorczego wydania w 2010 roku nakładem wydawnictwa Egmont Polska.
Innym uzupełnieniem świata Hellboya są serie B.B.P.O. i Hellboy and the B.P.R.D.
Poza tym powstało kilka książek opisujących przygody Hellboya oraz kilka komiksów niezebranych w większe tomy, m.in. wydany w Polsce w 2008 roku zbiór Hellboy Animated. Czarne zaślubiny i inne opowieści, będący komiksową adaptacją serialu animowanego dla dzieci i młodzieży o przygodach Hellboya.

## Filmy
W 2004 roku powstał film Hellboy w reżyserii Guillermo del Toro. Tytułową rolę odtwarzał w nim Ron Perlman. Powstał również serial animowany o tej samej nazwie, w którym głównemu bohaterowi głos podkłada Ron Perlman.
Drugi film aktorski o przygodach Hellboya nosi nazwę Hellboy: Złota armia (Hellboy II: The Golden Army), również w reżyserii del Toro oraz z udziałem Rona Perlmana w roli głównej.
Premiera trzeciego filmu pod tytułem Hellboy, z Davidem Harbourem w tytułowej roli, odbyła się 9 kwietnia 2019. Reżyserem jest Neil Marshall.
W produkcji jest czwarty film, Hellboy: The Crooked Man, reżyserowany przez Briana Taylora. 